# Virgen de los Dolores (Rasueros)
La Virgen de los Dolores es una obra realizada por Domingo Esteban en 1755. Procesionada en el mes de agosto con motivo de las fiestas patronales, la imagen está ubicada en la Ermita del Santísimo Cristo de la Vera Cruz de Rasueros, en Ávila (Castilla y León, España).

## Historia

### Elaboración
Pese a que durante años y aún hoy se sigue considerando a la Virgen como obra de Gregorio Fernández e incluso de Juan de Juni, lo que situaría su hechura respectivamente en los siglos xvii y xvi, la talla fue elaborada en realidad por Domingo Esteban en 1755,: 195  aunque también se la fecha en 1753. Valorada en 1987 reales de vellón y realizada tomando fielmente como modelo la Virgen de las Angustias elaborada en el primer tercio del siglo xviii por Felipe del Corral para la Cofradía de la Vera Cruz de Salamanca: 129  (copia a su vez de la Virgen de las Angustias realizada por Juni hacia 1561 para la Ilustre Cofradía Penitencial de Nuestra Señora de las Angustias de Valladolid), se ha propuesto que la réplica de Rasueros pudo hacerse al ser supuestamente el pueblo una de las paradas efectuadas por la talla de Corral durante su traslado desde el taller del escultor en Madrid hasta Salamanca, si bien este acontecimiento tuvo lugar al parecer en 1714 o tal vez en 1718, cerca de cuarenta años antes de la elaboración de la Virgen de Rasueros y cuando Esteban era todavía un niño (nació en torno a 1714),: 184  siendo factible por otro lado que el escultor acudiese a la Iglesia de la Vera Cruz de Salamanca para contemplar in situ la talla o que se basase para la creación de la imagen rasuereña en el grabado de la Virgen de Corral realizado en 1719 por Alejandro Carnicero, quien le pudo facilitar el dibujo al haber sido su maestro aproximadamente entre 1727 y 1733, plasmando Esteban los modelos iconográficos de su mentor así como los rasgos más particulares del estilo de Carnicero en la Virgen de Rasueros.: 194 

### Leyenda
De acuerdo con una antigua leyenda, la talla estaba destinada al vecino pueblo de Madrigal de las Altas Torres; según la tradición, los caballos que tiraban del carro donde era transportada la Virgen se detuvieron a su paso por Rasueros y se negaron a continuar el trayecto. Con el fin de proseguir el viaje los caballos fueron reemplazados por otros que también permanecieron sin moverse de allí; estos fueron sustituidos sucesivamente por bueyes, burros y toros, con idéntico resultado. Tras intentar varios hombres tirar inútilmente del carro, se decidió que la talla se quedase para siempre en el pueblo. Esta leyenda, similar a las de otras imágenes marianas tanto españolas como extranjeras (la Virgen de Montserrat en Cataluña, la Virgen de la Esperanza en Murcia y la Virgen de la Candelaria en las islas Canarias, España; Nuestra Señora de Oropa en Piamonte, Italia; la Divina Pastora de Barquisimeto en Lara, Venezuela; la Virgen del Rosario de Jauja en Junín, Perú;: 159  Nuestra Señora de Namacpacan en La Unión, Filipinas; etc.), resulta ser falsa debido a que hay constancia de que la Virgen fue encargada por la parroquia de Rasueros, la cual quedó al parecer tan satisfecha con la imagen que comisionó a Esteban entre 1771 y 1772 la hechura de cuatro tallas para el retablo mayor de la Iglesia de San Andrés Apóstol: San Pedro, San Pablo, San Andrés y San Miguel, todas ellas a tamaño natural y de gran realismo en rostro y manos.

## Descripción

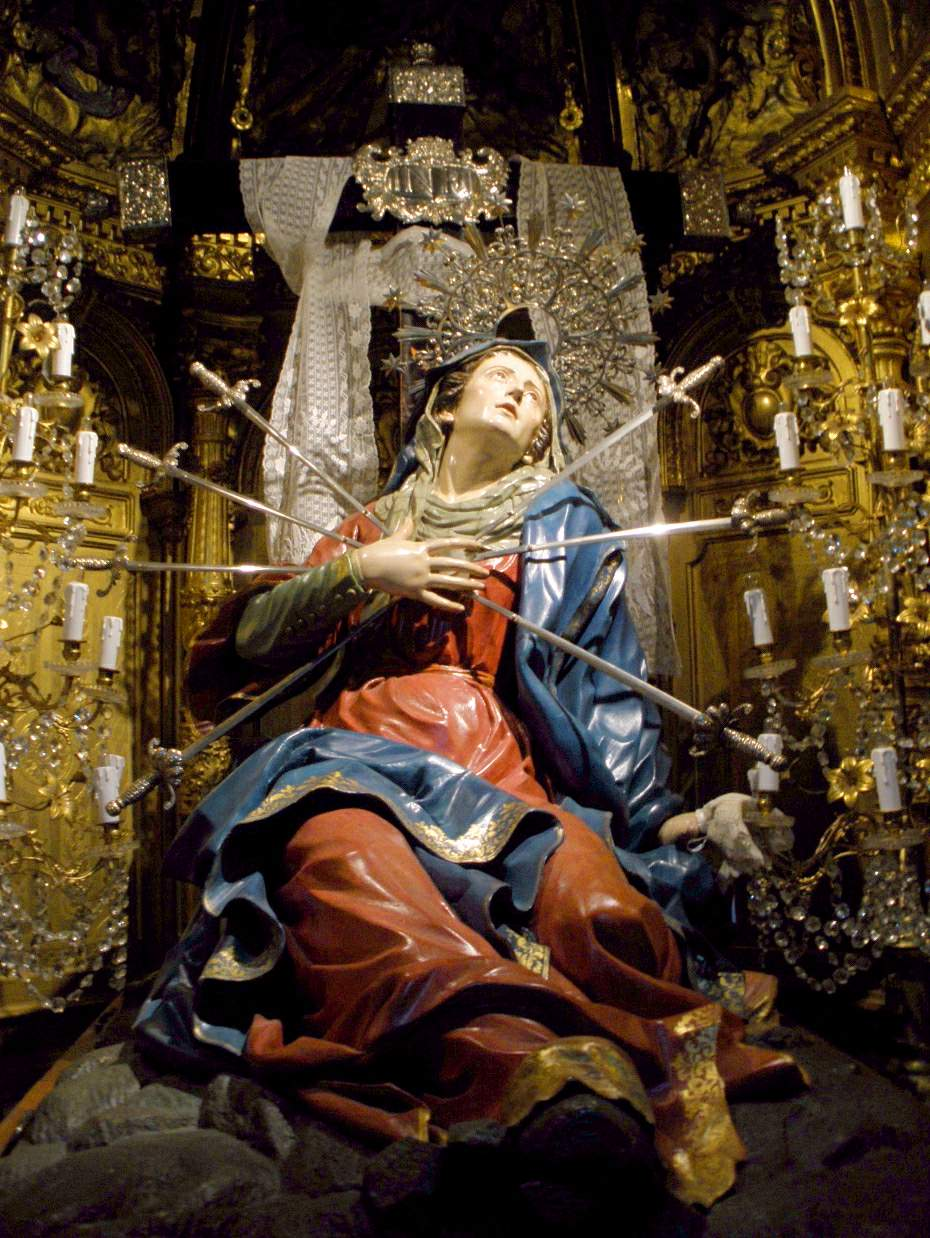
Virgen de las Angustias (primer tercio del siglo), por Felipe del Corral. Iglesia de la Vera Cruz de Salamanca.

La Virgen, perfectamente equilibrada a nivel compositivo, aparece sentada sobre un peñasco completamente sola y con una disposición ligeramente helicoidal del cuerpo con el fin de remarcar el grado de ansiedad producto del estado de trance en el que se encuentra sumida. La pierna derecha se halla flexionada y hacia delante mientras que la izquierda está doblada hacia atrás, gesto que provoca un leve arqueamiento del tronco hacia el lado izquierdo, con el hombro de este lado adelantado respecto al otro. La disposición de ambas piernas guarda consonancia en cierta forma con los brazos ya que el derecho se apoya en el pecho en señal de desconsuelo mientras que el izquierdo se halla estirado hacia la parte posterior y cubierto por el manto, con la mano al descubierto a imagen y semejanza de la talla de Corral en vez de parcialmente tapada como la talla de Juni, quien tenía por costumbre cubrir partes anatómicas con pañería, destacando en este aspecto diversas obras: la María Magdalena del Santo Entierro (1541-1544) del Museo Nacional de Escultura; la Virgen de la Esperanza (c. 1550) de la Iglesia de Santiago de Allariz; el relieve de la Virgen de la Piedad (1550-1560) del retablo de la Capilla de los Alderete en la Iglesia museo de San Antolín de Tordesillas; el San Juan del Calvario de Ciudad Rodrigo (1556-1557) del Museo Nacional de Escultura; y la María de Cleofás del Santo Entierro (1566-1571) de la Catedral de Segovia.
La carga emocional radica en la cabeza, elevada y de gran realismo, con la boca ligeramente abierta y los ojos alzados hacia el cielo en actitud suplicante (similar al Éxtasis de Santa Teresa de Gian Lorenzo Bernini), estando la obra caracterizada en líneas generales por una composición piramidal y robusta, con el mismo nivel de patetismo que la talla salmantina. La imagen, venerada en el único retablo de la ermita (tallado en Arévalo por Felipe de la Cruz y con un coste de 1445 reales), luce ropajes superpuestos consistentes en una camisa interior en verde oscuro con largos puños dorados ceñidos por una hilera de seis botones, por encima una túnica granate ajustada con cíngulo, una toca gris con estampado y un manto azul con cenefa dorada apoyado en el hombro izquierdo el cual cae por la parte posterior y se recoge entre las piernas, todo ello policromado al gusto barroco. Los paños lucen una gran cantidad de drapeados en forma de arista que dotan a la imagen de gran movimiento y aspecto almidonado, destacando un marcado equilibrio en las ondulaciones de todas las prendas así como un jugoso tratamiento del plegado, si bien en la zona del pecho la mano derecha no entra en contacto con las telas al igual que la Virgen salmantina, por lo que no se producen los pliegues que sí están presentes en la imagen vallisoletana, lo que a su vez disminuye la sensación de profundidad. Como elemento accesorio porta en el pecho siete espadas y en la cabeza una sencilla diadema de orfebrería rematada con rayos coronados por doce estrellas, destacando en la parte posterior una cruz de madera con cantoneras y un sudario suspendido del travesaño.

## Legado

### Rogativaspro pluvia
Una de las obras más destacadas de Esteban así como protagonista de una antigua pintura, se asegura que en la primera mitad del siglo xx una sequía que asolaba la región llevó a que los lugareños realizasen rogativas pidiendo la llegada de lluvias (rogativas pro pluvia). Los vecinos tomaron la decisión de hacer desfilar por el pueblo un día soleado la imagen de la Virgen, habiendo engalanado previamente las calles con alfombras y otros ornamentos; poco después de entrar en el templo los habitantes tuvieron que salir debido a que alguien entró pidiendo que se recogiesen los adornos puesto que acababa de desatarse una intensa precipitación. Este relato resulta casi idéntico a los de numerosas imágenes vinculadas a la lluvia en épocas de sequía, como la Virgen de la Fuensanta en Montoro, la Virgen de Piedrasantas en Pedroche,: 3  la Virgen de Carrión en Alburquerque, la Virgen de Reza en Orense, Nuestro Padre Jesús Nazareno en Palencia,: 91  el Señor de la Caridad y la Paciencia en Montefrío, y San Francisco de Paula en Alhaurín de la Torre, quedando constancia de la existencia desde 1333 y hasta la primera mitad del siglo xx de más de 3500 rogativas de este tipo en 153 localidades repartidas entre España, Francia, Portugal, Italia, México, Guatemala, Ecuador, Perú, Argentina, Chile y Filipinas.

### Fiestas patronales
La Virgen de Rasueros, de gran devoción entre los habitantes, cuenta con un himno en su honor y tiene un lugar destacado en las fiestas mayores al ser patrona de la localidad. Estas fiestas se celebran entre el 21 y el 23 de agosto (anteriormente la Virgen era festejada el 15 de septiembre, festividad de Nuestra Señora de los Dolores); la imagen es llevada en procesión desde la ermita hasta la Iglesia de San Andrés, realizándose el último día el recorrido a la inversa pasando por un mayor número de calles y llevándose a cabo, antes de introducir la talla en la ermita, la subasta de los banzos (los largueros mediante los que se asegura el armazón en el cual es trasladada la Virgen), en la que los rasuereños pujan por portar las andas en su entrada al templo, destinándose el dinero recaudado a labores parroquiales. La popularidad de esta fiesta así como de otras celebraciones en la comarca de La Moraña ha llevado a la creación de un cántico popular:

La Magdalena en El Ajo,
Santiago en Cebolla,
la Dolorosa en Rasueros,
San Julián en Horcajo,
y todas siguen el curso del Trabancos hacia abajo.

### Himno
Oh, augusta reina la Dolorosa,
de tus vasallos oye el clamor,
himno ferviente, plegaria hermosa,
que al cielo eleva en su loor.

Somos los hijos de tus dolores,
todos te honramos con tierno afán,
y de la lucha en los ardores,
tus dulces ojos nos mirarán.

Bajo los pliegues de tu bandera,
luchar queremos hasta morir,
todos tus hijos con fe sincera,
rindan tributo de amor a ti.

Tu ilustre gloria nunca olvidada,
los de Rasueros pregonarán:
¡Oh, Dolorosa madre adorada!
jamás tus hijos te olvidarán.